# Serrania
Serrania é um município brasileiro do estado de Minas Gerais. Sua população recenseada em 2022 foi de 7 621 habitantes. 

## História
Localizado em território anteriormente pertencente ao município de Alfenas, o povoado surgiu entre os séculos XVIII e XIX, ao redor de um abrigo construído para pouso dos tropeiros que chegavam do sul do país e de São Paulo. Foi chamado de Água Limpa devido às águas cristalinas do Ribeirão São Tomé, as margens da atual cidade. Com o desenvolvimento do lugar, os fazendeiros João Moreira de Castilho e Manuel Gonçalves Costa doaram terrenos para o povoado, criado em 1878, pelo Cônego José Carlos Martins. Em 1911, já chamado de Serrania, torna-se um distrito, emancipado em 1938. Fonte: Secretaria de Cultura do município.

## Ondas migratórias
Serrania vem enfrentando uma onda migratória cada vez mais acentuada entre os jovens condicionada pela baixa valorização do capital humano, pela condição natural de pequeno município, que proporciona poucas alternativas de atividades, e pelas inúmeras expectativas financeiras que cidades maiores da região e as grandes cidades do estado de São Paulo proporcionam. A cidade vem recebendo, em contrapartida, pessoas, principalmente idosos e pessoas com estabilidade financeira querendo tranquilidade e qualidade de vida. O município recebe ainda uma onda migratória sazonal de pessoas para trabalhar na colheita de café. Essa onda se dá nos meses da colheita e se constitui principalmente de paranaenses e nortistas.

## Geografia

### Clima
O clima é o tropical de altitude. Dentro do município, existem leves variações dessa condição com ventos e frio mais ou menos intensos dependendo do grau de exposição do terreno à umidade, sol e ventos. O verão é quente e úmido, porém, ameno em relação ao clima tropical. A primavera é amena e com chuvas, porém com variações bruscas de calor e frio, gradativamente evoluindo para calor à medida que se aproxima do verão. O outono começa quente e evolui gradativamente para frio, de maneira que no último mês do outono se tem um mês mais frio do que o último mês de inverno. O inverno oficial começa seco e frio, com eventuais geadas durante a madrugada, e termina muito parecido com a primavera. Existem alguns relatos da ocorrência de neve em uma ocasião, no século passado, nos pontos mais altos do município, como a Serra dos Alemães (chamada popularmente de Torre). A condição climática sofre forte influência de massas polares e predominam os ventos do sul. Média anual: 19,6 °C, média máxima: 26,9 °C, média mínima: 14,3 °C. Índice pluviométrico anual: 1592,7 mm.

## Economia
O município apresenta desde o início uma forte vocação agrícola. Baseia-se principalmente na cafeicultura e produção leiteira. O município apresenta ainda uma cooperativa que beneficia parte do leite produzido, uma fábrica de tecidos, algumas pedreiras e outras empresas das mais variadas, porém com menor participação na economia. Embora assim seja, há muita expectativa em torno das possibilidades no setor turístico. Há inúmeras riquezas naturais e culturais, ainda inexploradas economicamente. O município vem crescendo e adquirindo recursos para obtenção da infra-estrutura adequada. Nos últimos anos, parte desses problemas vem sendo trabalhados e parcialmente revertidos.

## Religião
A maioria dos serranienses se diz católica. Há muitos evangélicos, de diferentes vertentes, predominantemente de igrejas como: Assembleia de Deus, Batista e Presbiteriana, que constituem uma grande parcela da população. Existe uma parcela de Testemunhas de Jeová e Adventistas do Sétimo Dia. O município pertence à Diocese de Guaxupé.

## Feriados municipais
- 12 de Outubro aniversário da cidade

## Serranienses ilustres
- Elzo Aloísio Coelho
- Ney Gonçalves Dias

## Galeria de Fotos

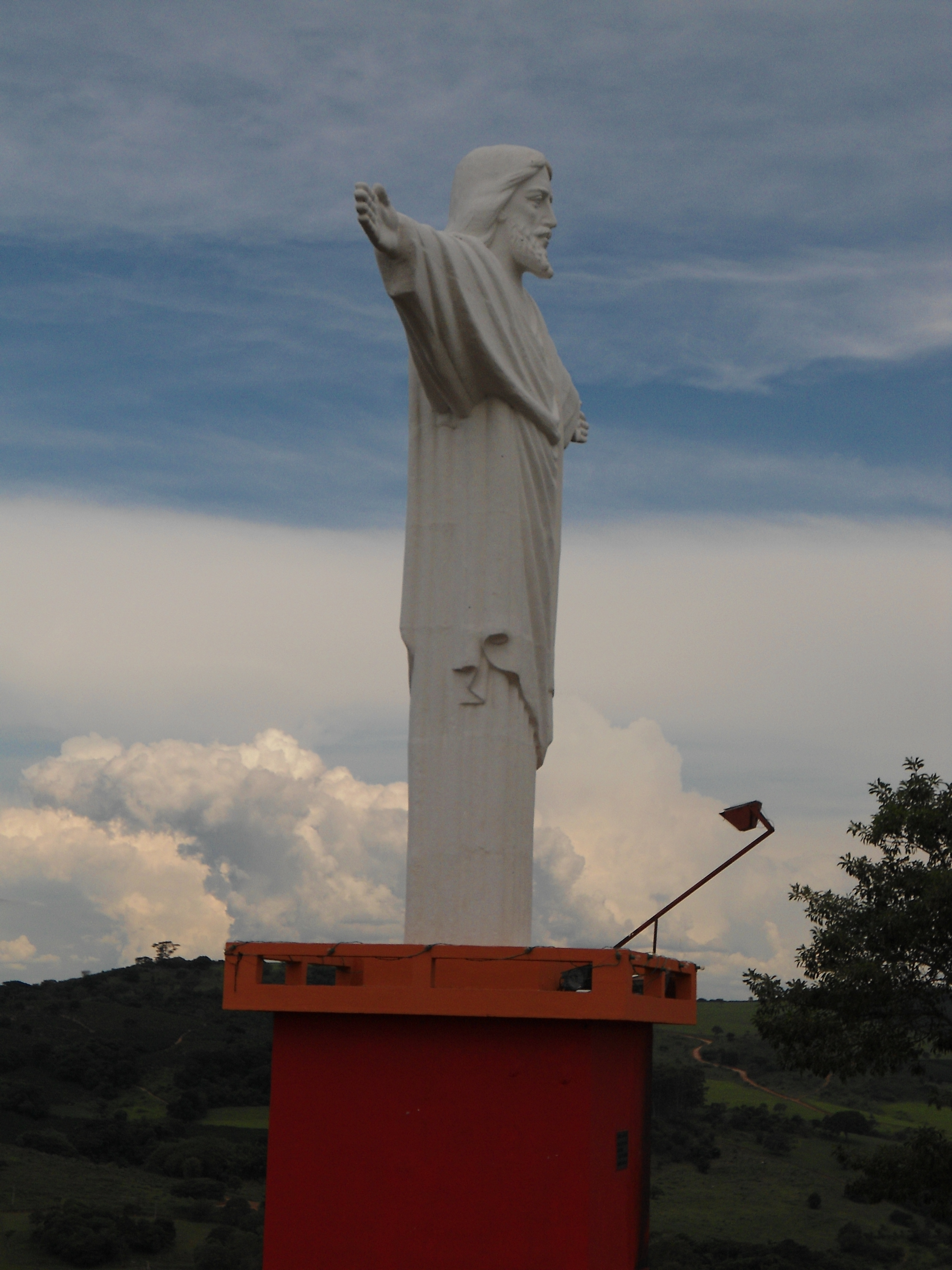
Cristo de Lado
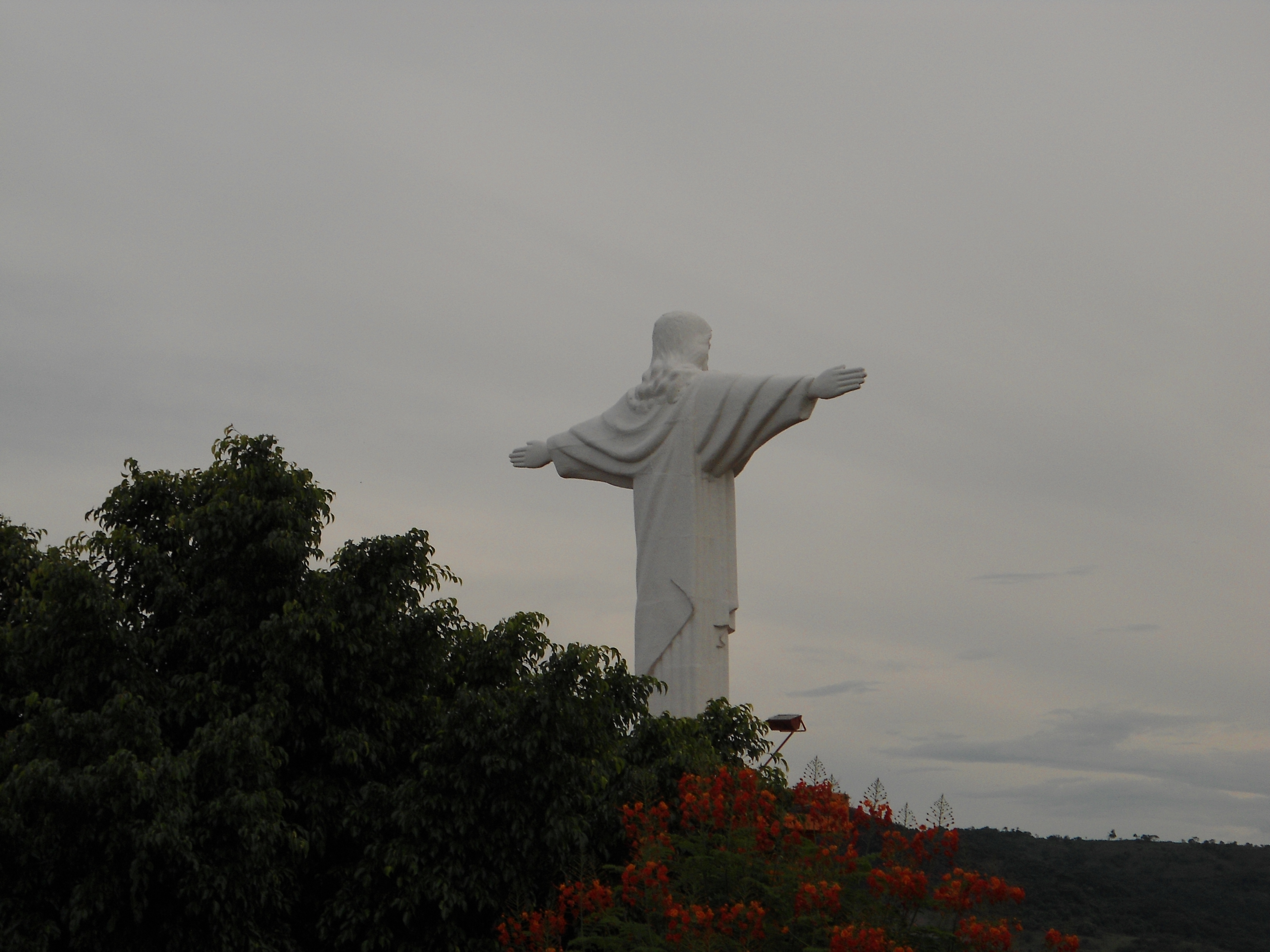
Cristo por trás
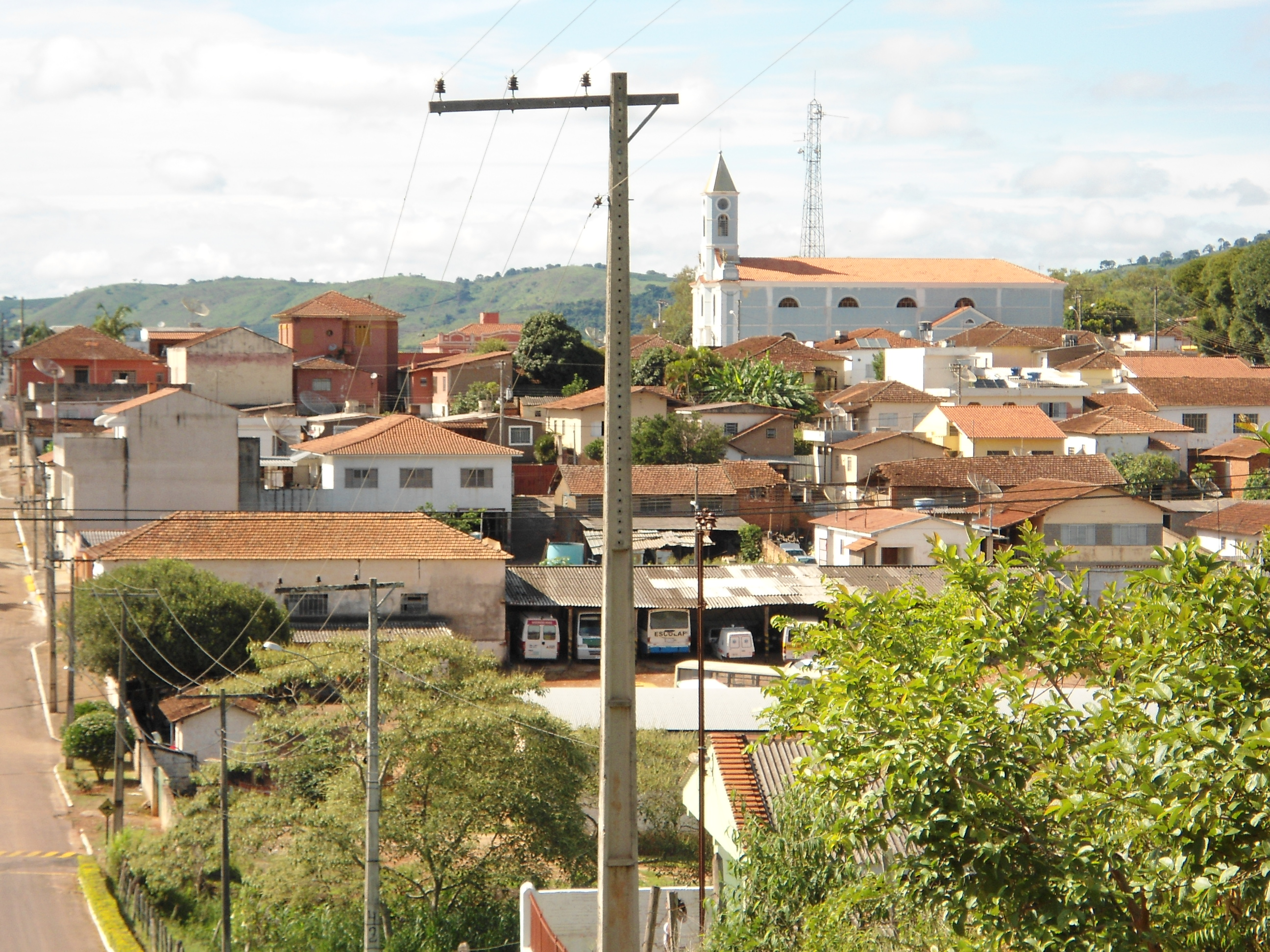
Vista da Igreja
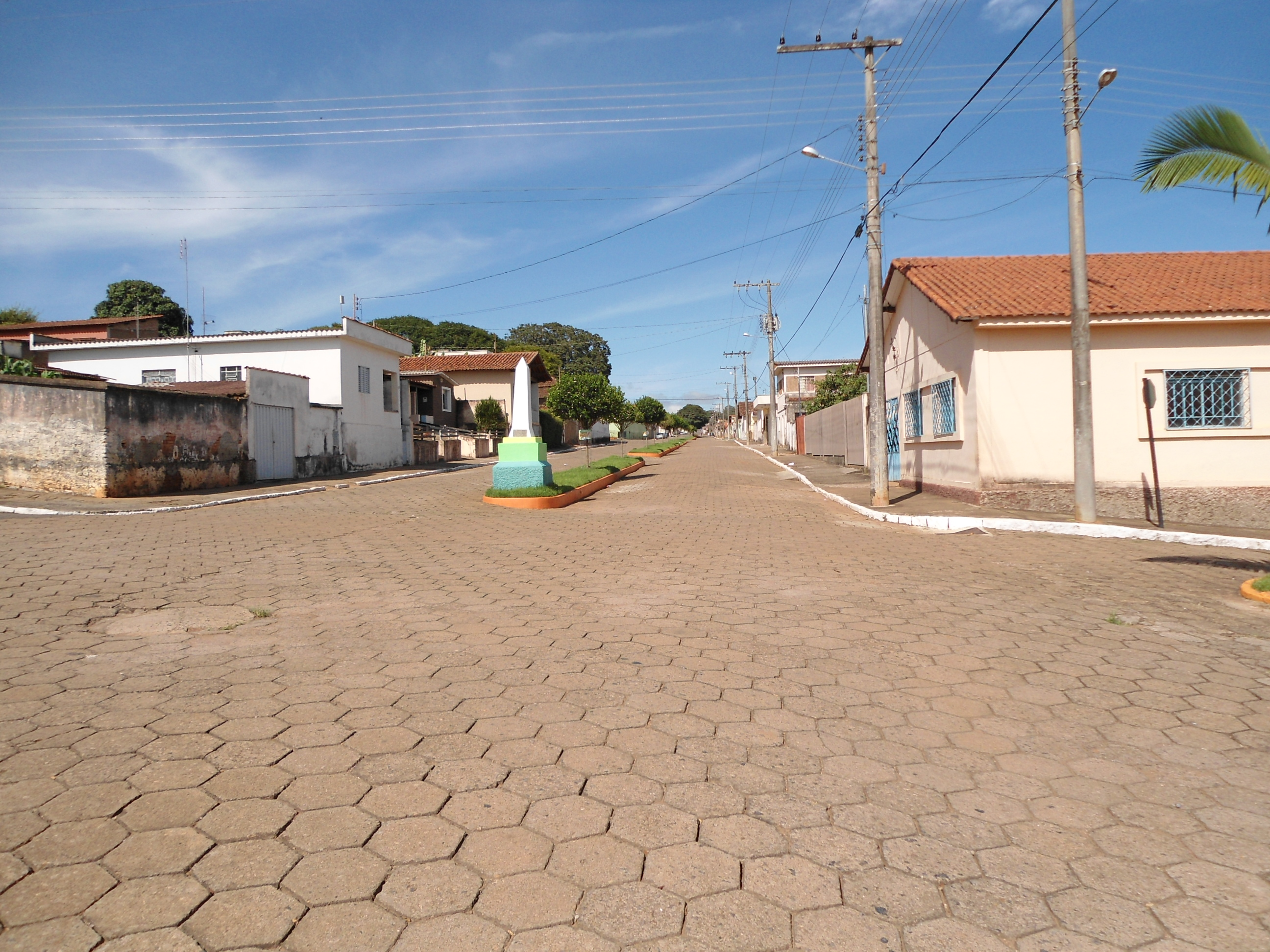
Av. dos Expedicionários
- Vista da Cidade